# Schizopera grimalschii
Schizopera grimalschii är en kräftdjursart som beskrevs av Jakubisiak 1938. Schizopera grimalschii ingår i släktet Schizopera och familjen Diosaccidae. Inga underarter finns listade i Catalogue of Life.